# Bojary II
Bojary II – dawna kolonia. Tereny na których leżała znajdują się obecnie na Białorusi, w obwodzie witebskim, w rejonie szarkowszczyńskim, w sielsowiecie Hermanowicze.

## Historia
W czasach zaborów w powiecie dzisieńskim, w guberni wileńskiej Imperium Rosyjskiego.
W latach 1921–1945 kolonia leżała w Polsce, w województwie wileńskim, w powiecie dziśnieńskim, w gminie Hermanowicze.
W 1931 w 4 domach zamieszkiwało 27 osób.
Wierni należeli do parafii rzymskokatolickiej w Hermanowiczach i prawosławnej w Łużkach. Miejscowość podlegała pod Sąd Grodzki w Łużkach i Okręgowy w Wilnie; właściwy urząd pocztowy mieścił się w Hermanowiczach.